# Ludwig Leitner
Ludwig Leitner detto Luggi (Mittelberg, 24 febbraio 1940 – Mittelberg, 21 marzo 2013) è stato uno sciatore alpino austriaco naturalizzato tedesco, campione del mondo nella combinata a Innsbruck 1964 e vincitore di numerose classiche dello sci alpino; gareggiò per le nazionali austriaca e tedesca occidentale e, agli VIII Giochi olimpici invernali di Squaw Valley 1960 e ai IX di Innsbruck 1964, per la Squadra Unificata Tedesca.

## Biografia

### Carriera sciistica

#### Stagioni 1958-1960
Sciatore polivalente originario di Mittelberg, comune austriaco raggiungibile soltanto dalla Germania, era fratello di Adalbert e Hias, a loro volta sciatori alpini; iniziò la sua carriera agonistica nei quadri della nazionale austriaca e debuttò in campo internazionale in occasione della discesa libera del trofeo del Lauberhorn 1958, l'11 gennaio a Wengen (26º). Ai successivi Mondiali di Badgastein 1958, suo esordio iridato, si classificò 14º nella discesa libera, 26º nello slalom gigante, 9º nello slalom speciale e 8º nella combinata; nel prosieguo di quella stagione si piazzò 3º nello slalom speciale e nella combinata di Holmenkollen (13-15 marzo) e nel secondo slalom gigante delle Drei-Gipfel-Rennen (Arosa, 22 marzo).
Dopo esser passato alla nazionale tedesca occidentale, nel 1960 vinse lo slalom gigante e lo slalom speciale dell'Internationalen Adelbodner Skitage sulla Chuenisbärgli di Adelboden (4-5 gennaio) ed esordì ai Giochi olimpici invernali: a Squaw Valley 1960 fu 11º nella discesa libera, 18º nello slalom gigante, 4º nello slalom speciale e 5º nella combinata, disputata in sede olimpica ma valida solo ai fini dei Mondiali 1960.

#### Stagioni 1961-1965
Nella stagione 1960-1961 Leitner vinse lo slalom speciale e la combinata del Critérium de la première neige (Val-d'Isère, 16-18 dicembre) e in quella successiva ai Mondiali di Chamonix 1962 vinse la medaglia di bronzo nella combinata e si classificò 16º nella discesa libera, 10º nello slalom gigante e 5º nello slalom speciale; nel 1963 si aggiudicò lo slalom speciale del trofeo Hahnenkamm sulla Ganslern di Kitzbühel (20 gennaio), lo slalom gigante nella natia Kleinwalsertal (23 febbraio), la discesa libera del trofeo Arlberg-Kandahar sulla Verte des Houches di Chamonix (9 marzo) e il terzo slalom gigante delle Drei-Gipfel-Rennen (Arosa, 24 marzo).
Nel 1964 conquistò lo slalom speciale del Lauberhorn sulla Männlichen/Jungfrau di Wengen (12 gennaio) e ai successivi IX Giochi olimpici invernali di Innsbruck 1964 si piazzò 5º nella discesa libera, 8º nello slalom gigante, 5º nello slalom speciale e vinse la medaglia d'oro nella combinata, disputata in sede olimpica ma valida solo ai fini dei Mondiali 1964; l'anno dopo si aggiudicò la discesa libera dell'Hahnenkamm sulla Streif di Kitzbühel (23 gennaio), primo sciatore tedesco capace di imporsi in tale classica, quella della Coupe Émile Allais (Megève, 29 gennaio) e la discesa libera e la combinata della Coppa dei tre comuni ladini (Val Gardena, 19-21 febbraio). Sempre nel 1965 stabilì il nuovo primato mondiale nello sci di velocità raggiungendo i 172,744 km/h.

#### Stagioni 1966-1968
Nel 1966 conquistò lo slalom speciale della 3-Tre sul Canalone Miramonti di Madonna di Campiglio (12 febbraio) e ai Mondiali di Portillo 1966 vinse nuovamente la medaglia di bronzo nella combinata, dopo essersi classificato 16º nella discesa libera, 17º nello slalom gigante e 5º nello slalom speciale. In Coppa del Mondo esordì nella stagione inaugurale del circuito, il 14 gennaio 1967 a Wengen in discesa libera (33º), ottenne il miglior risultato il 20 gennaio 1968 a Kitzbühel in discesa libera (7º, suo unico piazzamento a punti) e prese per l'ultima volta il via il giorno successivo nella medesima località in slalom speciale (29º).
Ai X Giochi olimpici invernali di Grenoble 1968, suo congedo agonistico internazionale, Leitner si piazzò 12º nella discesa libera, 23º nello slalom gigante, 12º nello slalom speciale e 5º nella combinata, disputata in sede olimpica ma valida solo ai fini dei Mondiali 1968.

### Altre attività
Leitner fu la controfigura per le scene sciistiche dell'attore George Lazenby nel ruolo di James Bond per il film Agente 007 - Al servizio segreto di Sua Maestà di Peter R. Hunt (1969); in seguito esercitò l'attività di albergatore.

## Palmarès

### Mondiali
- 3 medaglie:
  - 1 oro (combinata a Innsbruck 1964)
  - 2 bronzi (combinata a Chamonix 1962; combinata a Portillo 1966)

### Classiche
3-Tre
- 1 vittoria (slalom speciale a Madonna di Campiglio 1966)

Arlberg-Kandahar
- 1 vittoria (discesa libera a Chamonix 1963)

Coupe Émile Allais
- 1 vittoria (discesa libera a Megève 1965)

Critérium de la première neige
- 2 vittorie (slalom speciale, combinata a Val-d'Isère 1960)

Hahnenkamm
- 2 vittorie (slalom speciale a Kitzbühel 1963; discesa libera a Kitzbühel 1965)

Internationalen Adelbodner Skitage
- 2 vittorie (slalom gigante, slalom speciale ad Adelboden 1960)

Lauberhorn
- 1 vittoria (slalom speciale a Wengen 1964)

### Coppa del Mondo
- Miglior piazzamento in classifica generale: 45º nel 1968

### Campionati tedeschi
- 15 ori (slalom gigante, slalom speciale, combinata nel 1958; slalom speciale nel 1960; combinata nel 1962; slalom gigante, slalom speciale, combinata nel 1963; discesa libera, combinata nel 1964; discesa libera, slalom speciale nel 1965; discesa libera nel 1966; slalom gigante nel 1967; discesa libera nel 1968)[21]